# Piatră prețioasă
Pietrele prețioase sunt pietrele care, din punct de vedere estetic, arată frumos sau decorativ, fiind folosite ca pietre în bijuterii. După calitățile estetice ele se împart în pietre prețioase (numite și pietre nestemate) și pietre semiprețioase.
În afară de originea minerală (anorganică) mai pot fi și de origine organică (fosile) ca de exemplu chihlimbarul, sau perlele și coralii. 
Știința care se ocupă cu studiul pietrelor prețioase se numește gemologie (de la gemă: termen generic pentru pietrele translucide considerate prețioase).

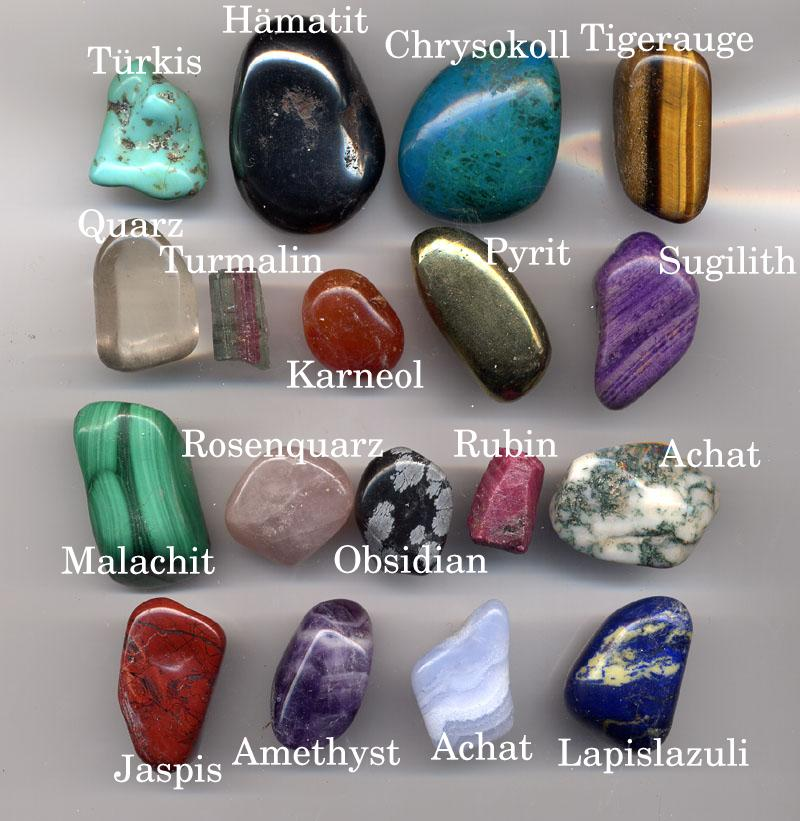
Diferite pietre prețioase cu numele lor în limba germană. Cel mai mare exemplar din fotografie are dimensiunea de 40 mm.

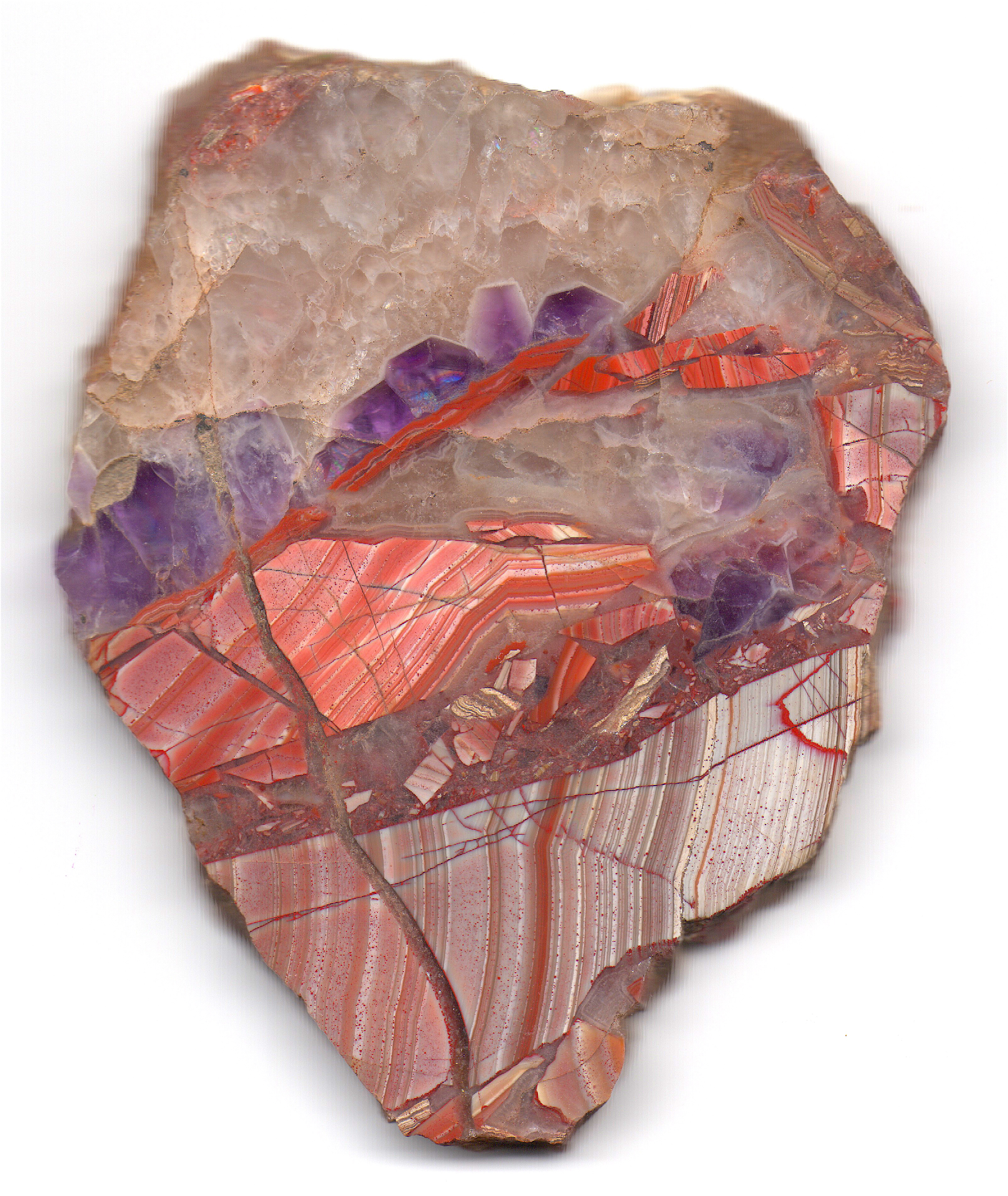
Felie de cuarț, ametist și agat din Transilvania (Baia Sprie)

## Istoric
Este probabil ca pietrele să fi fost folosite ca bijuterii încă din epoca de piatră. 
În perioada antică pietrele prețioase erau folosite ca podoabă împreună cu aurul și argintul sau cu alte materiale. Diamantul era deja pe atunci o piatră prețioasă foarte apreciată. Pe lângă diamant erau cunoscute și folosite ca bijuterii smaraldul, rubinul, safirul, berilul și chihlimbarul.
Nestematele, care deja pe atunci aveau o valoare considerabilă, erau frecvent imitate, ca de exemplu agatul (prin ardere sau colorare), și vândute ca pietre prețioase veritabile. În Antichitate și Evul Mediu pietrele prețioase erau șlefuite numai în forme rotunde. Șlefuirea cu fațete apare abia după perioada Marilor descoperiri geografice (1492).

## Piatra după lună
| Lună       | Piatra Prețioasă          |
| ---------- | ------------------------- |
| Ianuarie   | Granat                    |
| Februarie  | Necunoscut                |
| Martie     | Acvamarin                 |
| Aprilie    | Ametist                   |
| Mai        | Agat sau Smarald          |
| Iunie      | Perlă sau Piatra Lunii    |
| Iulie      | Rubin sau Onix            |
| August     | Diamant                   |
| Septembrie | Crisolit sau Safir        |
| Octombrie  | Beril, Turmalină sau Opal |
| Noiembrie  | Topaz                     |
| Decembrie  | Turcoază sau Zircon       |

## Cultură de diamante
Diamantele sintetice pot fi produse în laborator supunând carbonul unor presiuni și temperaturi foate înalte. Poate fi folosit aproape orice material bogat în carbon, inclusiv zahărul și alunele. Primele diamante sintetice de înaltă calitate au fost produse în 1970.

## Nestemate faimoase
Cel mai mare diamant descoperit vreodată, cu greutatea de 3.106 carate (621,2 g), numit "Cullinan", i-a fost oferit regelui Angliei, Edward al VII-lea, de catre guvernatorul Transvaal-ului. A fost tăiat în mai multe pietre încorporate în coroana regală britanică. 
Koh-i-Noor (Muntele Luminii) a făcut parte inițial din comoara capturată de la moguli de șahul Iranului, în 1739. Recucerit către sikhi, a fost luată de Anglia când a cucerit Punjabul.

## Perlele
Perlele sunt nestemate neminerale produse de stridii. Când un fir de nisip e prins de cochilie, stridia îl acoperă cu sidef, o substanță protectoare pe care o folosește la căptușirea cochiliei.

## Tăiere și șlefuire
Pietrele opace și translucide sunt tăiate cu fundul plat și partea superioară rotunjită (în caboșon) și șlefuite de polizor. Majoritatea pietrelor transparente sunt tăiate cu un ferăstrău șlefuite pentru a crea multe "fațete" care exploatează cel mai bine lumina și culoarea pietrei. Cele mai cunoscute șlefuiri sunt "picătură", "pas", "briliant" și "trandafir".

## Duritate maximă
Fiind cel mai dur material natural cunoscut, diamantul se folosește și în industrie pentru unelte de tăiat (burghie, fierăstraie, strunguri) și ca abraziv. Unele diamante sintetice sunt foarte dure; fiind și buni conductori termici, sunt folosite în electronică și telecomunicații și în producerea de componente pentru lasere.

## Minerale
Mineralele, care au o calitate corespunzătoare sunt folosite ca nestemate. Astfel, după felul diferit al mineralului se poate aminti diamantul, chihlimbarul, malachitul, care, din punct de vedere al calității, sunt categorisite după diferite criterii. Criterii frecvent utilizate de stabilire a calității unei pietre prețioase este: 
- gradul de transparență,
- puritatea,
- culoarea,
- mărimea
- modul de șlefuire,

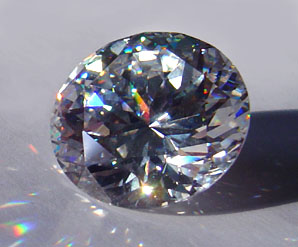
Zircon artificial (imitație de briliant)

Astfel, valoarea diamantului este stabilită după masă, care este măsurată în carate (1 carat = 0,2 g), puritate, culoare, modul de șlefuire a fațetelor. La unele minerale apar incluziuni străine (impurități) în masa cristalului, care determină creșterea valorii. Nestematele sunt tratate frecvent termic, sau radioactiv, pentru a le îmbunătăți calitățile optice. De exemplu, după un tratament termic, culoarea ametistului (o varietate de cuarț) se schimbă din violet în galben, în cazul acesta fiind numit „citrin”.
În Germania nestematele tratate trebuie să fie etichetate ca atare și tratamentele trebuie aduse la cunoștința cumpărătorului.
Mineralele folosite ca pietre prețioase pot fi produse și pe cale sintetică, ca de exemplu zirconia (ZrO2 o imitație de diamant) sau corindonul. Calitatea mineralelor sintetice s-a îmbunătățit substanțial în ultimul timp, determinând folosirea lor pe scară tot mai largă.

### Pietre prețioase

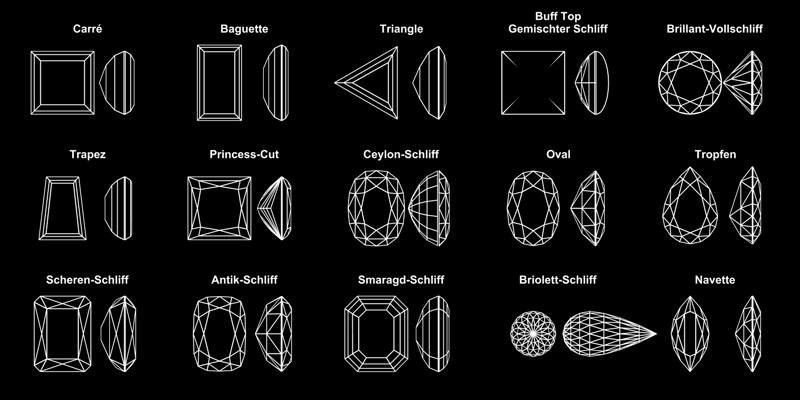
Moduri de șlefuire a fațetelor

Pietrele prețioase sunt minerale considerate rare, pure, de o frumusețe deosebită, cu o duritate relativ mare pe scara Mohs, care sunt frecvent folosit ca bijuterii. Încadrarea mineralelor în această categorie este frecvent de natură subiectivă, fiind determinată de cultura sau de epoca în care este apreciată valoarea mineralului. Cele mai cunoscute pietre prețioase sunt: diamantul, rubinul, safirul și smaraldul.
La modă este, de obicei, piatra prețioasă șlefuită cu fațete asemănătoare cristalului, prin care se dă o formă estetică și se accentuează luciul și efectul de reflectare a luminii. Cel mai reprezentativ exemplu fiind șlefuirea diamantului cu fațete multiple de tipul briliantului.
Pietrele prețioase șlefuite sunt numite în vorbirea curentă „giuvaeruri”.

### Clasificare
Pe lângă proprietățile folosite pentru clasificare, care au fost deja amintite, ca transparență, puritate și culoare, mai există unele criterii care se iau în considerare ca:
- formula chimică: exemple precum diamantul, alcătuit din carbon pur cristalizat, sau rubinul, care este un oxid de crom și aluminiu Al2O3
- sistem de cristalizare: care poate fi cubic, triclinic, monoclinic etc.
- habitus care indică sub ce formă poate fi găsit mineralul în natură
- culoarea poate defini diferite variante ca de exemplu la corindon
- alte criterii sunt: indicele de refracție, unghiul de dispersie, duritatea, clivajul, luciul, pleocroismul etc.